# Bassus malignus
Bassus malignus är en stekelart som först beskrevs av Turner 1918.  Bassus malignus ingår i släktet Bassus och familjen bracksteklar. Inga underarter finns listade.